# 羅斯 (紐約州)
羅斯（英語：Rose）是一個位於美國紐約州韋恩縣的鎮。

## 人口
根據2020年美國人口普查的數據，羅斯的面積為87.81平方千米，當中陸地面積為87.79平方千米，而水域面積為0.02平方千米。當地共有人口2291人，而人口密度為每平方千米26人。